# Hinkaryds naturreservat
Hinkaryd är ett naturreservat i Uppvidinge kommun i Kronobergs län.
Området är skyddat sedan år 2002 och är 28 hektar stort. Det är beläget sydost om Fröseke och består främst av barrblandskog med en sprickdal. I norr gränsar området till Uvasjön

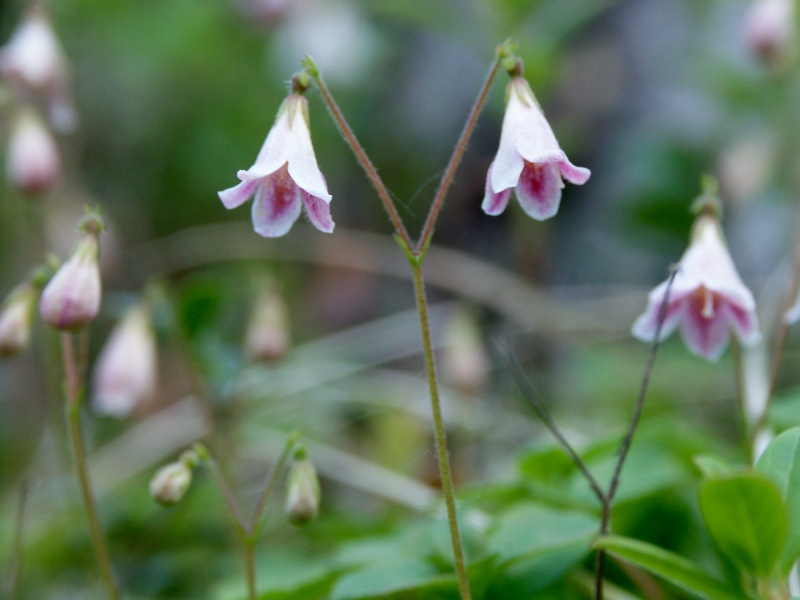
Linnea växer i området

Många skyddsvärda arter finns i området där 21 signalarter är funna. Det är från grupperna kärlväxter, mossor, lavar och svampar. Skägglav, tagellav och färglav nämns här.